# De Profundis (album)
De Profundis – drugi album studyjny deathmetalowej grupy muzycznej Vader. Wydawnictwo ukazało się w 1995 roku nakładem Croon Records w Polsce. W pozostałych krajach Europy płytę wydała firma System Shock/Impact Records. W Stanach Zjednoczonych De Profundis ukazał się dzięki Conquest Music. W 1998 roku w Polsce nakładem Metal Mind Productions ukazało się wznowienie nagrań. W ramach promocji płyty został nagrany teledysk do utworu „Incarnation”.
Na płycie ukazały się ponownie nagrane utwory „Sothis” i „Vision and the Voice”, pochodzące z minialbumu Sothis z 1994 roku. Album poprzedził singel „An Act of Darkness / I.F.Y.”  wydany w 1995 roku przez Croon Records w Polsce oraz Impact Records w pozostałych krajach Europy. W 2012 roku wydawnictwo zajęło 6. miejsce w plebiscycie „najlepsza płyta w historii polskiego metalu” przeprowadzonym przez czasopismo Machina.

## Realizacja
W maju 1995 roku w Modern Sound Studio w Gdyni grupa przystąpiła do prac nad albumem. Nagrania zrealizowali Tomasz Bonarowski i Adam Toczko, który był również współproducentem płyty. Gotowe utwory zostały poddane masteringowi przez Grzegorza Piwkowskiego. Okładkę płyty przygotował Wes Benscoter, zdjęcia natomiast wykonał Tomasz Malinowski.
Muzykę na potrzeby albumu skomponował lider grupy Piotr Wiwczarek, który napisał również słowa do trzech utworów (utwory „Blood of Kingu”, „Revolt” i „Reborn in Flames”). Pozostałe teksty napisali Paweł Frelik (utwór „Silent Empire”) i Paweł Wasilewski (utwory „An Act of Darkness”, „Incarnation”, „Sothis”, „Of Moon, Blood, Dream and Me” i „Vision and the Voice”). W tekstach przeważają nawiązania do twórczości H.P. Lovecrafta.

## Lista utworów
Opracowano na podstawie materiału źródłowego.
| Nr | Tytuł utworu                   | Słowa            | Muzyka          | Długość |
| -- | ------------------------------ | ---------------- | --------------- | ------- |
| 1. | „Silent Empire”                | Paweł Frelik     | Piotr Wiwczarek | 04:02   |
| 2. | „An Act of Darkness”           | Paweł Wasilewski | Piotr Wiwczarek | 01:56   |
| 3. | „Blood of Kingu”               | Piotr Wiwczarek  | Piotr Wiwczarek | 04:38   |
| 4. | „Incarnation”                  | Paweł Wasilewski | Piotr Wiwczarek | 03:08   |
| 5. | „Sothis”                       | Paweł Wasilewski | Piotr Wiwczarek | 03:42   |
| 6. | „Revolt”                       | Piotr Wiwczarek  | Piotr Wiwczarek | 03:36   |
| 7. | „Of Moon, Blood, Dream and Me” | Paweł Wasilewski | Piotr Wiwczarek | 03:51   |
| 8. | „Vision and the Voice”         | Paweł Wasilewski | Piotr Wiwczarek | 03:29   |
| 9. | „Reborn in Flames”             | Piotr Wiwczarek  | Piotr Wiwczarek | 05:39   |
|    |                                |                  |                 | 34:01   |

| Utwory dodatkowe - edycja japońska | Utwory dodatkowe - edycja japońska | Utwory dodatkowe - edycja japońska | Utwory dodatkowe - edycja japońska | Utwory dodatkowe - edycja japońska |
| Nr                                 | Tytuł utworu                       | Słowa                              | Muzyka                             | Długość                            |
| ---------------------------------- | ---------------------------------- | ---------------------------------- | ---------------------------------- | ---------------------------------- |
| 1.                                 | „De Profundis”                     | utwór instrumentalny               | Piotr Wiwczarek                    | 1:36                               |
| 2.                                 | „The Wrath”                        | Piotr Wiwczarek                    | Piotr Wiwczarek                    | 4:53                               |

| An Act of Darkness / I.F.Y. | An Act of Darkness / I.F.Y.                | An Act of Darkness / I.F.Y. | An Act of Darkness / I.F.Y. | An Act of Darkness / I.F.Y. |
| Nr                          | Tytuł utworu                               | Słowa                       | Muzyka                      | Długość                     |
| --------------------------- | ------------------------------------------ | --------------------------- | --------------------------- | --------------------------- |
| 1.                          | „An Act of Darkness”                       | Paweł Wasilewski            | Piotr Wiwczarek             | 02:00                       |
| 2.                          | „I.F.Y. (I Feel You) (cover Depeche Mode)” | Martin Gore                 | Martin Gore                 | 04:25                       |
|                             |                                            |                             |                             | 6:25                        |

## Twórcy
Opracowano na podstawie materiału źródłowego.
| Zespół Vader w składzie - Piotr „Peter” Wiwczarek – gitara rytmiczna, gitara prowadząca, gitara basowa, śpiew, produkcja muzyczna, słowa - Jarosław „China” Łabieniec – gitara prowadząca - Leszek „Shambo” Rakowski – gitara basowa[A] - Krzysztof „Docent” Raczkowski – perkusja Notatki - A^ Wymieniony na płycie, nie brał udziału w nagraniach. |  | Produkcja - Adam Toczko – produkcja muzyczna, inżynieria dźwięku - Tomasz Bonarowski – inżynieria dźwięku - Grzegorz Piwkowski – mastering - Paweł Frelik – słowa - Paweł Wasilewski – słowa - Wes Benscoter – okładka - Tomasz Malinowski – zdjęcia |

## Wydania
| Rok  | Nr katalogowy  | Format         | Wytwórnia                   | Region            | Źródło      |
| ---- | -------------- | -------------- | --------------------------- | ----------------- | ----------- |
| 1995 | CCD-003        | CD, Album      | Croon Records               | Polska            | [ 3 ] [ 7 ] |
| 1995 | C-007          | Cass, Album    | Croon Records               | Polska            | [ 7 ] [ 7 ] |
| 1995 | MMP CD 0062 D  | CD, Album, dig | Metal Mind Records          | Polska            | [ 7 ]       |
| 1995 | IR-C 067       | CD, Album      | System Shock/Impact Records | Europa            | [ 11 ]      |
| 1995 | CM 8121 CD     | CD, Album      | Conquest Music              | Stany Zjednoczone | [ 12 ]      |
| 1995 | 084-53742      | CD, Album      | SPV                         | Europa            | [ 13 ]      |
| 1996 | IR-C-067       | CD, Album      | System Shock/Impact Records | Europa            | [ 7 ]       |
| 1997 | MICY-1016      | CD, Album      | Avalon/Marquee Inc.         | Japonia           | [ 7 ]       |
| 1998 | 76962-32283-2  | CD, Album      | Pavement Music              | Stany Zjednoczone | [ 7 ]       |
| 1998 | MMP CD 0062    | CD, Album      | Metal Mind Productions      | Polska            | [ 14 ]      |
| 1998 | MMP CD 0062 D  | CD, Album, dig | Metal Mind Productions      | Polska            | [ 15 ]      |
| 1998 | 769623-22832-0 | CD, Album      | The End Records             | Stany Zjednoczone | [ 16 ]      |
| 1999 | MMP 0062       | Cass, Album    | Metal Mind Records          | Polska            | [ 7 ]       |
| 2000 | MICP-10016     | CD, Album, RE  | Avalon/Marquee Inc.         | Japonia           | [ 17 ]      |
| 2003 | MMP CD 0062    | CD, Album, RE  | Metal Mind Productions      | Polska            | [ 7 ]       |
| 2003 | CM 8121 CD     | CD, Album, RE  | Conquest Music              | Stany Zjednoczone | [ 7 ]       |